# Estação Rodoviária Harold Nielson

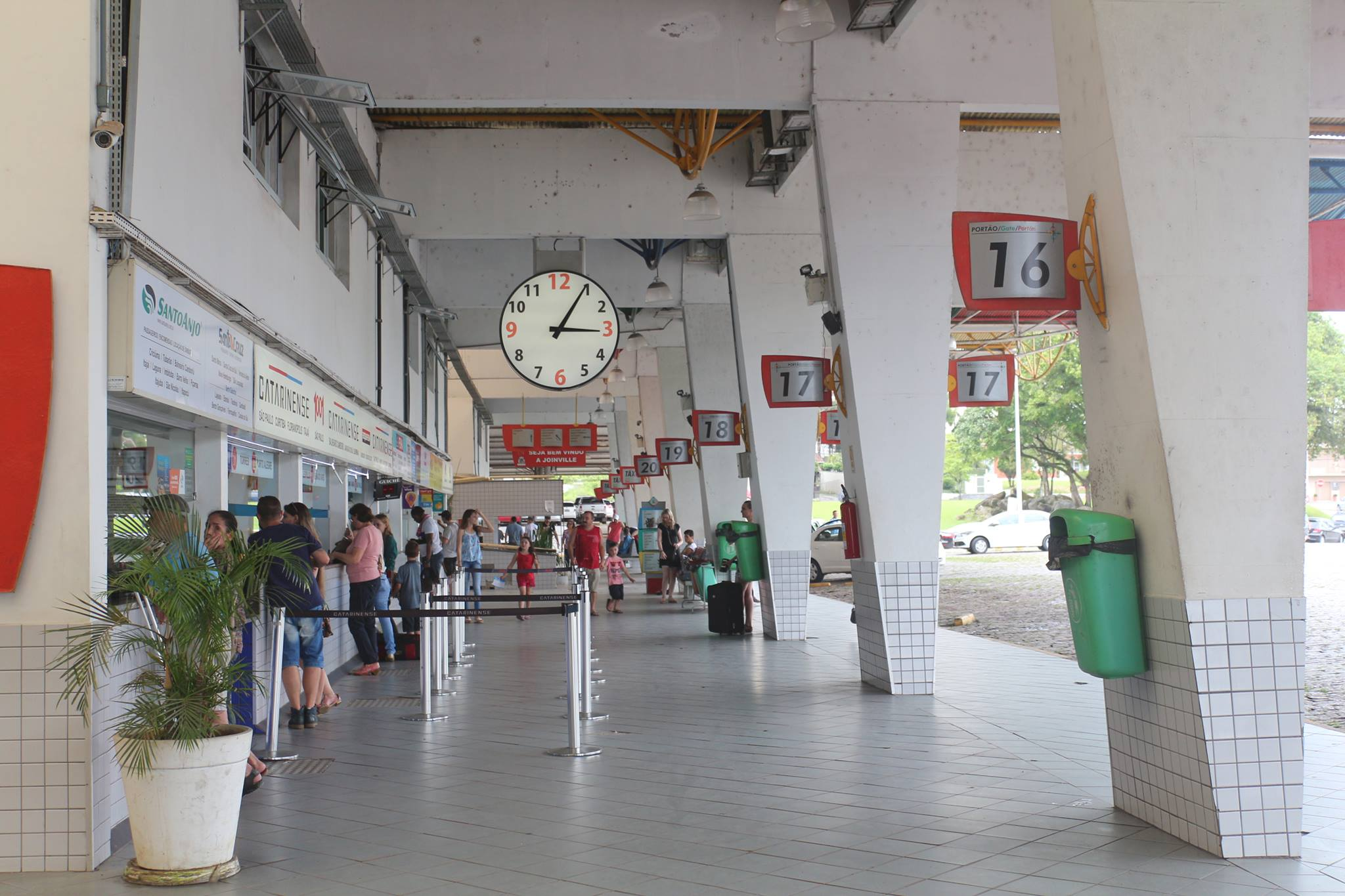
Rodoviária de Joinville em funcionamento normal

A Estação Rodoviária Harold Nielson é o principal terminal rodoviário de Joinville, município do estado de Santa Catarina.

## História
Situado em uma região privilegiada - entre a região central e oeste da cidade -, mais exatamente na rua Paraíba, nº 769, bairro Anita Garibaldi, o terminal rodoviário foi inaugurado oficialmente em 9 de março de 1974, no aniversário de Joinville. O acesso pode ser feito pela rua Ottokar Doerffel, ou pela rua Paraná.
A estação rodoviária leva o nome de Harold Nielson, importante empresário da cidade, que foi presidente da empresa de carrocerias rodoviárias Busscar, empresa que atualmente pertence a CAIO.

## Características
Para chegar de ônibus urbano na rodoviária há oito linhas que chegam até ali.
No piso térreo funcionam doze plataformas, para o embarque/desembarque dos passageiros, além de estacionamento para carros, motos, ônibus e táxis. Hoje, 23 companhias de ônibus fazem as viagens interestaduais e intermunicipais. Também no piso térreo há a sala de espera, com 210 lugares e circuito interno de televisão.
No piso superior há a praça de alimentação, com restaurantes, sanitários, e lojas.

## Serviços prestados pela Rodoviária
- Sala de administração
- Serviço de locução
- Serviço de fiscalização
- Agência Nacional de Transportes Terrestres (ANTT)
- Departamento Estadual de Transportes Rodoviários (Deter)
- Praça de alimentação
- Banheiros masculino e feminino - gratuitos, com espaço adaptado para portadores de necessidades especiais e idosos
- Rampa de acesso ao piso superior – para facilitar o acesso aos idosos e portadores de necessidades especiais
- Estacionamento coberto (Gratuito)

## Reforma 2019/2020
Final de 2019, Início de 2020 a Rodoviária de Joinville entrou em processo de reforma.
Os guichês de atendimento foram mudados temporariamente para Contêineres.
Nessa reforma, foram reformados Todos os guichês de atendimento, o Teto da Rodoviária, a Iluminação, o sistema de som e as Luminárias de emergência.

## Empresas que Operam na Rodoviária
- Eucatur - Empresa União Cascavel de Transporte e Turismo[1]
- Sudoeste Transportes[2]
- Gadotti - Auto Viação Gadotti[3]
- Viação Graciosa[4]
- Viação Canarinho[5]
- Viasul - Auto viação Venâncio Aires[6]
- Santo Anjo - Empresa Santo Anjo da Guarda[7]
- Catarinense - Auto viação Catarinense[8]
- 1001 - Auto viação 1001[9]
- Penha - Empresa Nossa Senhora da Penha[10]
- Princesa do Norte[11]
- Reunidas[12]
- Transtusa - Transporte e Turismo Santo Antônio[13]
- União Santa Cruz[14]
- Expresso Nordeste[15]
- Viação Verdes Mares[16]
- Brasil Sul[17]